# 神に背を向けた男
『神に背を向けた男』（かみにせをむけたおとこ）は、和田慎二原作、浜田翔子作画による漫画作品である。1992年から1994年まで白泉社「セリエミステリー」（廃刊）に不定期に掲載された、シリーズものであった。コミックス全5巻、文庫版全3巻。

## 概要
政財界の大物の陰謀により目の前で両親を殺され、姉を犯され、その心の中に復讐の炎を宿した少年・郷田佳樹は香港の大財閥・連妙寺家の当主・さえ子に養子として迎えられる。が、実は彼女の愛人としてであり、まだ生きている姉のために屈辱を耐え忍ばなくてはならなかった。そして、さえ子の死後に連妙寺家の全てを相続し、凄絶な闘いの末に復讐を遂げる。自らが強者となった後もそれゆえに狙われ続ける佳樹の過激な戦いが、強烈なエロスとバイオレンスを織り交ぜながら描かれたレディースコミックの異色作。

## 登場人物
連妙寺佳樹
本作の主人公。旧姓は「郷田」。中学生の頃、政財界の大物・勝又寅造に両親を殺され、姉を陵辱された上に植物人間にされた。その後、姉の生命維持の為の資金と引き替えに香港の大財閥である連妙寺家の当主であるさえ子のペットとなることを了承。以来、さえ子に飼われながら勝又に復讐する機会を窺っていた。さえ子の死後、連妙寺家の当主となる。
島津高之
連妙寺家の秘書にして、超一流の調香師。元々はさえ子のお抱えだったが、さえ子亡き後は佳樹の片腕となり付き従う。若い頃に参加していた化学実験によって全身猛毒の体となった。体液で人を毒殺することが出来る。連妙寺家に仕える以前に戦闘により右目を負傷して隻眼である。
連妙寺郁人
旧姓は勝又。佳樹の敵であった勝又虎造の長男。しかし、母を死に追いやるなど父の非道な行いを目の当たりにしたことで佳樹と生きることを選んだ。父の死後は連妙寺家に入り、佳樹を手伝うようになる。
連妙寺さえ子
香港の裏世界を牛耳る連妙寺家の当主。非常に醜悪な容姿と猛烈な体臭という欠点を持っているが、莫大な金と権力によってそんな欠点にも目を瞑らせ、人々をかしずかせている。身よりのなくなった佳樹をペットにし、マナーから性技に至るまであらゆることを仕込んで寵愛した。
連妙寺エイミ
連妙寺さえ子の腹違いの妹。さえ子の目を逃れるために長らく離島に隠れ住んでいたが、後見人シスター・マリアの意によって連妙寺家の正統なる後継者として名乗りを上げる。それを了承した佳樹から連妙寺家を受け継ぎ、当主となる。